# Mike Grosso
Michael James Grosso, detto Mike (Raritan, 7 settembre 1947), è un ex cestista statunitense, professionista nella ABA.

## Carriera
Venne selezionato dai Philadelphia 76ers al terzo giro del Draft NBA 1969 (42ª scelta assoluta) e dai Milwaukee Bucks al quinto giro del Draft NBA 1970 (84ª scelta assoluta).